# 格雷夫舍姆 (英國國會選區)
格雷夫舍姆（英語：Gravesham），英國國會一郡選區，包括英格蘭東南部肯特郡西北部，與格雷夫舍姆區同域。
本區自1983年創設以來一直支持保守黨，但1997年大選工黨的克里斯·龐德勝出，至2005年保守黨的亞當·霍洛韋才重奪選區。他在2010年大選中2005年被以48.5%選票成功連任。